# Албин Планинц
Албин Планинц е югославски и словенски шахматист, гросмайстор от 1972 г.
Считан за един от най-добрите словенски шахматисти за всички времена, наред с Милан Видмар, Вася Пирц и Бруно Парма.
Научава се да играе шах на 7 г. Шампион на Словения за юноши през 1962 г. и за мъже през 1968 и 1971
През 1969 г. печели първия Мемориал Видмар, с което си осигурява участие на най-престижните световни турнири. През 1970 г. печели турнирите във Варна и Чачак. През 1973 г. Планинц споделя с Тигран Петросян победата на турнира IBM в Амстердам. На 21-вата Шахматна олимпиада в Ница се състезава на четвърта дъска (+9 –1 =5) за Югославия, като печели сребърен медал в отборното класиране.
Приключва активната си кариера едва на 35 г. по здравословни прични. Напрежението от мачовете на най-високо ниво се отразяват зле на психиката му. Заболява от тежка депресия, от която страда до края на живота си.
Умира на 10 декември 2008 г. в Любляна.